# Stefan Valentin Müller
Stefan Valentin Müller (* 10. Mai 1962 in Aschaffenburg) ist ein deutscher Tierarzt und Schriftsteller. Offenes Pseudonym: Stefan Valentin.

## Leben
Müller absolvierte ein Studium der Veterinärmedizin, außerdem studierte er angewandte Literatur am Deutschen Literaturinstitut Leipzig.
Von ihm erschienen sind der Kriminalroman Schlachthofsymphonie im Emons-Verlag, Ich erkläre meine Stadt – Mainz für Kinder im Emons-Verlag, Ich erkläre meine Stadt – Aschaffenburg für Kinder im Alibri-Verlag, Liebenberg – ein verkauftes Dorf und Kurzgeschichten in diversen Anthologien. Er lebt in Aschaffenburg.
2009 wurde Müller für den Deutschen Kurzkrimipreis nominiert. 2010 gewann er den 1. Preis beim Literareon-Wettbewerb und wurde für den Friedrich-Glauser-Kurzkrimipreis nominiert.
Müller hat eine Spielerlizenz in der Boulespiel-Sportart Pétanque und hat über den Sport 2019 ein Buch geschrieben.

## Werke
- Schlachthofsymphonie. Emons, Köln 2008, ISBN 978-3-89705-604-6
- Ich erkläre meine Stadt – Mainz für Kinder. Emons, Köln 2009, ISBN 978-3-89705-650-3
- Ich erkläre meine Heimat – Der Spessart für Kinder. Emons, Köln 2010, ISBN 978-3-89705-719-7
- Vorne im Hinterland – Kurzgeschichten aus Aschaffenburg. Alibri-Verlag, Aschaffenburg, ISBN  978-3-86569-101-9
- Literatur für die Fliegenweste 01. Vom Fliegenfischen erzählt. Verlag fischueberalles.ch, Riehen, Schweiz, ISBN 978-3-905678-40-6
- Haiku schreiben, eine kleine Schule. Hamburger Haiku Verlag, Hamburg 2011, ISBN 978-3-937257-61-7
- Die Barnabas-Kapelle. Emons, Köln 2011, ISBN 978-3-89705-893-4
- "Der beste Freund des Mörders". Berlin-Verlag, Berlin 2015, ISBN 978-3-8333-0983-0
- Der Boule-Weg: Gelassen zu einem intensiveren Pétanque-Spiel, Norderstedt, 2019